# Adam z Marsh
Adam z Marsh, Adam de Marisco (zm. 18 listopada 1259 w Lincoln) – teolog franciszkański.
Studiował w Oksfordzie. W 1233 wstąpił do zakonu franciszkanów. Był przyjacielem Roberta Grosseteste’a. W 1245 towarzyszył mu na synodzie w Lyonie. Gdy zaproponowano mu wtedy katedrę po Aleksandrze z Hales, nie przyjął jej. Został natomiast w latach 1247–1249 lub 1248–1250 pierwszym franiszkańskim wykładowcą w Oksfordzie.
Zbiór listów Adama z Marsh wydał J.S. Brewer w serii Monumenta Franciscana I (Londinum 1858). Stanowi on istotne źródło historyczne dla czasów Adama z Marsh, zwłaszcza dla wiedzy o środowisku uczonych. Znane są również jego komentarze do Pieśni nad pieśniami i Listu do Hebrajczyków.